# Moon Seong-hyun
Moon Seong-hyun (en coreano: 문성현; nacido el 2 de junio de 2006) es un actor surcoreano. 

## Filmografía

### Series de televisión
| Año     | Título                          | Rol                              | Ref.              |
| ------- | ------------------------------- | -------------------------------- | ----------------- |
| 2021    | Hello, Me!                      | Chae Sung-woo / Chae Chi-soo     | [ 2 ] [ 3 ]       |
| 2021    | Vincenzo                        | Jang Han-seok de niño            | [ 4 ] [ 5 ]       |
| 2021    | Hometown Cha-Cha-Cha            | Hong Doo-sik de niño             | [ 3 ] [ 4 ]       |
| 2021    | The One and Only                | Min Woo-cheon de niño            | [ 3 ] [ 6 ]       |
| 2022    | Sh**ting Stars                  | Gong Tae-seong de niño           | [ 4 ] [ 5 ]       |
| 2022    | Alquimia de almas               | Seo Yul de niño                  | [ 4 ] [ 5 ] [ 7 ] |
| 2022    | O'PENing - Stock of High School | Lee Ro-woon                      | [ 3 ] [ 2 ]       |
| 2022    | Bajo el paraguas de la reina    | Príncipe Simso                   | [ 4 ] [ 5 ] [ 8 ] |
| 2022    | Reborn Rich                     | Jin Seung-jun de niño            | [ 4 ] [ 5 ] [ 9 ] |
| 2022-23 | El interés del amor             | Ha Sang-soo de niño              | [ 10 ]            |
| 2023    | My Dearest                      | Lee Jang-hyun de niño            | [ 11 ]            |
| 2024    | La reina de las lágrimas        | Baek Hyun-woo de niño            | [ 12 ]            |
| 2024    | Beauty and Mr. Romantic         | Go Dae-chung / young Go Pil-sung | [ 13 ]            |

### Series web
| Año  | Título                      | Papel                 | Ref.              |
| ---- | --------------------------- | --------------------- | ----------------- |
| 2022 | The King of Pigs            | joven kang min        | [ 3 ] [ 2 ] [ 5 ] |
| 2022 | Stock Struck                | adolescente Im ye-jun | [ 14 ]            |
| 2024 | El presidente de la clase 9 | Na I-soo              | [ 15 ]            |

### Presentadores
| Año           | Título   | Nota(s)                 | Ref.   |
| ------------- | -------- | ----------------------- | ------ |
| 2024-presente | Inkigayo | con Leeseo y Han Yu-jin | [ 16 ] |